# Oxyopes rubicundus
Oxyopes rubicundus là một loài nhện trong họ Oxyopidae.
Loài này thuộc chi Oxyopes. Oxyopes rubicundus được Ludwig Carl Christian Koch miêu tả năm 1878.